# Dampf-Radio
Dampf-Radio ist eine deutsche Hörfunk-Programmzeitschrift. Sie erscheint wöchentlich in der Dampf-Radio Verlags GmbH in Schleiden.

## Profil
Dampf-Radio ist die einzige überregionale Programmzeitschrift in Deutschland, die ausschließlich Hörfunkprogramme abdruckt. Laut Selbstbeschreibung richtet sie sich „an den engagierten Radiohörer, der sein Radiogerät nicht nur zur Hintergrundbeschallung einschaltet, sondern gezielt die zahlreichen, ausgezeichneten Sendungen des öffentlich-rechtlichen Rundfunks verfolgen möchte“. Dementsprechend stehen die Sendungen der Kulturprogramme im Mittelpunkt.
Jede Ausgabe enthält das vollständige wöchentliche Programm aller Hörfunksender der ARD, außerdem die Sendungen von Deutschlandfunk, Deutschlandfunk Kultur, Deutschlandfunk Nova, Österreich 1 und Radio SRF 2 Kultur. Soweit nähere Angaben zu den einzelnen Sendungen verfügbar sind, werden auch sie abgedruckt. So umfasst jede Ausgabe über 220 Programmhinweise. Damit ist sie die bei weitem umfangreichste Programmzeitschrift für den deutschsprachigen Hörfunk. Programme privater Hörfunksender sind nicht enthalten. Wegen des schlichten Layouts urteilte Die Zeit 1995, das Blatt strahle „etwa so viel Charme aus wie das Kursbuch der Bahn“. Die Frankfurter Rundschau meinte, „im Vergleich zu den knallbunten Fernsehzeitschriften“ sei das Dampf-Radio eher „ein schmuckloses Mauerblümchen“.

## Geschichte
Dampf-Radio erschien zunächst von 1977 bis 1981 im Verlag Chur in Schleiden. Gründer der Zeitschrift war Ernst Chur. Dabei wurden Druckmaschinen eingesetzt, die ursprünglich für die Herstellung von Kinderbüchern gedient hatten. Das unternehmerische Konzept ging aber nicht auf, weil die Kosten für den Satz und den Druck zu hoch waren und die Presse-Grossisten den Vertrieb behinderten.
Seit 1990 nahm Ernst Chur gemeinsam mit Sigrid Münch dann einen zweiten Anlauf, weil viele ehemalige Leser sich das gewünscht hatten und dabei auch in Aussicht gestellt hatten, einen höheren Preis für das Abonnement zu zahlen als früher.  Seitdem erschien die Zeitschrift in der Dampf-Radio-Verlags-GmbH in Kall im Familienbetrieb in einem futuristisch anmutenden selbst entworfenen Gebäude mit einer großen Dachkuppel. Die Programmlisten und die Pressemitteilungen wurden damals von den Sendern per Telefax versandt und von fünf Mitarbeiterinnen in Heimarbeit in ein Redaktionssystem eingegeben. Redaktion, Herstellung und Vertrieb erfolgten in eigener Regie. Das Konzept erwies sich als erfolgreich, weil in den übrigen Programmzeitschriften das Hörfunkprogramm zunehmend gegenüber dem Fernsehprogramm in den Hintergrund getreten war. Die Mitte der 1990er Jahre erwogenen Pläne, auch Programmkritik in das Blatt aufzunehmen, wurden in der Folgezeit nicht umgesetzt. Der Verlag teilt die Auflage nicht mit, weil er nicht möchte, „dass ein Großverlag auf die Marktlücke aufmerksam wird“. Im Jahr 2001 strebte man eine Auflage von „30.000 bis 40.000“ Exemplaren an.
Heute wird Dampf-Radio in der Dampf-Radio Verlags GmbH in Schleiden verlegt. Die Zeitschrift erscheint in einem Umfang von 144 Seiten im Format DIN-A5. Sie ist „fast werbefrei“ und ausschließlich im Abonnement zu beziehen.
Die Leserschaft ist gleichmäßig über Deutschland und in den angrenzenden Ländern verteilt. Sie teilt sich in zwei große Gruppen: Zum einen eher konservative Konzertliebhaber, zum anderen eher liberal eingestellte Menschen, die sich für Radio-Features und Reportagen interessieren. Etwa die Hälfte der Leser sind Akademiker, darunter „viele junge Leute“. Bezieher gibt es auch im weiter entfernten Ausland (USA, Japan).
Da die Deutsche Nationalbibliothek Programmzeitschriften seit Mitte der 1990er Jahre nicht mehr sammelt, sind im Bestand der DNB nur die Jahrgänge 1977–1981 und 1990–1995 enthalten.